# New Hanover County
New Hanover County ist ein County im Bundesstaat North Carolina der Vereinigten Staaten. Der Verwaltungssitz (County Seat) ist Wilmington, das nach dem Earl of Wilmington benannt wurde.

## Geographie
Das County liegt im Südosten von North Carolina, grenzt an den Atlantik, ist im Südwesten etwa 60 km von South Carolina entfernt und hat eine Fläche von 849 Quadratkilometern, wovon 334 Quadratkilometer Wasserfläche sind. Es grenzt im Uhrzeigersinn an folgende Countys: Pender County und Brunswick County.
New Hanover County ist in fünf Townships aufgeteilt: Cape Fear, Federal Point, Harnett, Masonboro und Wilmington.

## Geschichte
New Hanover County wurde 1729 aus Teilen des nicht mehr existierenden Bath County gebildet. Benannt wurde es nach der königlichen Familie in England, die Mitglieder des Hauses Hannover waren.

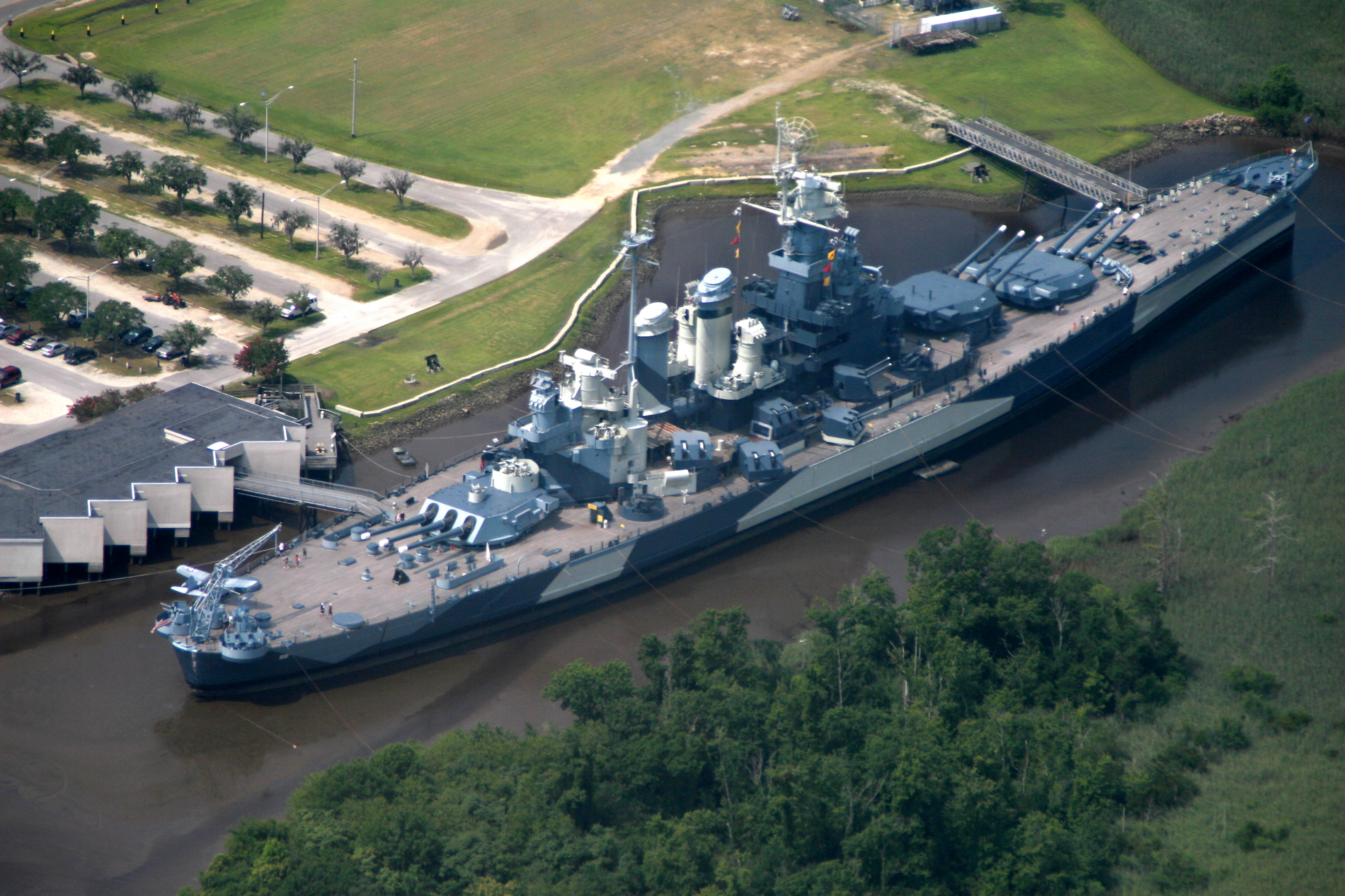
Die North Carolina (2006)

Im County liegen zwei National Historic Landmarks, das Fort Fisher und das Schlachtschiff North Carolina. 29 Bauwerke und Stätten des Countys sind insgesamt im National Register of Historic Places eingetragen (Stand 9. März 2018).

## Demografische Daten
Nach der Volkszählung im Jahr 2010 lebten im New Hanover County 202.667 Menschen in 86.046 Haushalten und 49.980 Familien. Die Bevölkerungsdichte betrug 393,5 Einwohner pro Quadratkilometer. Ethnisch betrachtet setzte sich die Bevölkerung zusammen aus 79,1 Prozent Weißen, 14,8 Prozent Afroamerikanern, 0,5 Prozent amerikanischen Ureinwohnern, 1,2 Prozent Asiaten, 0,1 Prozent Bewohnern aus dem pazifischen Inselraum und 2,4 Prozent aus anderen ethnischen Gruppen; 2,0 Prozent stammten von zwei oder mehr Ethnien ab. 5,3 Prozent der Bevölkerung waren spanischer oder lateinamerikanischer Abstammung.
Von den 86.046 Haushalten hatten 17,9 Prozent Kinder unter 18 Jahren, die bei ihnen lebten. 42,2 Prozent aller Haushalte waren verheiratete, zusammenlebende Paare, 6,8 Prozent waren allein erziehende Mütter. 30,7 Prozent waren Singlehaushalte und in 23,6 Prozent lebten Menschen mit 65 Jahren oder älter.
Das jährliche Durchschnittseinkommen eines Haushalts betrug 48.553 US-Dollar.